# NGC 1109
NGC 1109 = IC 1846 ist eine kompakte Galaxie vom Hubble-Typ C im Sternbild Widder nördlich der Ekliptik. Sie ist schätzungsweise 400 Millionen Lichtjahre von der Milchstraße entfernt und hat einen Durchmesser von etwa 100.000 Lj.

Im selben Himmelsareal befinden sich u. a. die Galaxien NGC 1111, NGC 1112, NGC 1115, IC 1855.
Die Typ-Ia-Supernova SN 2007so wurde hier beobachtet.
Das Objekt wurde am 2. Dezember 1863 von Albert Marth entdeckt. Aufgrund der fehlerhaften Positionsangabe ist es auch möglich, dass NGC 1109 die Galaxie IC 1850 oder IC 1852 ist. Die Datenbanken von NASA/IPAC und Simbad sowie die Website von SEDS identifizieren NGC 1109 jedoch als IC 1846. Die aufgeführten Daten im Kasten rechts sind daher von dieser Galaxie.